# الیسا داناوان
 الیسا داناوان (انگلیسی: Elisa Donovan؛ زادهٔ ۳ فوریهٔ ۱۹۷۱) بازیگر اهل ایالات متحده آمریکا است. وی از سال ۱۹۹۴ میلادی تاکنون مشغول فعالیت بوده‌است.
از فیلم‌ها یا برنامه‌های تلویزیونی که وی در آن نقش داشته است، می‌توان به شبی در راکسبری، هجوم کوسه‌ها و بی‌سرنخ اشاره کرد.